# Barlaam en Josaphat
Barlaam en Josaphat zijn twee legendarische christelijke heiligen. Hun levensbeschrijving kende in Europa in de middeleeuwen een zeer grote populariteit. Er zijn in ieder geval ongeveer honderd middeleeuwse versies van de tekst bekend. Het verspreidingsgebied reikt van Centraal-Azië tot IJsland en Oost-Afrika. Het verhaal is in belangrijke mate een gechristianiseerde versie van levensbeschrijvingen van Gautama Boeddha. Het handelt dan met name om de Buddhacharita en de Lalitavistara, teksten die uit de eerste helft van de tweede eeuw dateren, en de iets latere Mahāvastu.

## Essentie van de inhoud

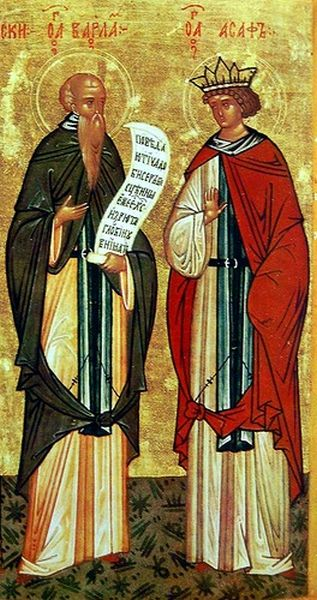
Barlaam en Josaphat op deel van een icoon uit de Sofiakathedraal in Veliki Novgorod. Eind vijftiende eeuw.

Een koning in India met de naam Abenner, ook wel Avenier, was een vervolger van het christendom dat daar lang geleden door de apostel Tomas was gebracht. De koning was kinderloos en wilde graag een erfgenaam. Uiteindelijk baarde zijn vrouw een zoon die de naam Josaphat krijgt. De koning vroeg de astrologen en waarzeggers aan zijn hof wat het lot van zijn zoon zou zijn. Op een na voorspelden zij hem een lange en voorspoedige regeringsperiode. Een van de astrologen voorspelde echter dat zijn zoon zou overgaan tot een vervolgde godsdienst en dat zijn koningschap niet van deze wereld zou zijn.
Abenner maakte zich grote zorgen hierom en liet een paleis bouwen waar Josaphat afgeschermd zou worden van alle moeilijkheden in de wereld. Josasphat was dus ook onbekend met zorgen, ziektes, ouderdom en de dood. Maar uiteindelijk had Josaphat genoeg van dat bestaan en wenste kennis te nemen van het leven buiten het paleis. De koning trachtte dit te verhinderen, maar stond Josaphat uiteindelijk toe ook buiten het paleis te verblijven op plaatsen waar ziekten, armoede en problemen in het algemeen niet aanwezig waren. Door toeval ontmoette Josaphat een oude, blinde man met ook andere gebreken. Hij vroeg de man hoe hij in deze staat was beland en kreeg het antwoord dat ouderdom, gebreken en de dood in het bijzonder het lot van alle mensen was. Dit leidde bij Josaphat tot grote verwarring. Uiteindelijk verlost een oude christelijke kluizenaar met de naam Barlaam hem daarvan. Barlaam vertelde hem van een prachtig juweel dat Josaphat de kennis zou geven de blinden weer ziende te maken, doven weer te laten horen, zieken te genezen en hem het eeuwige leven te geven. Barlaam onderricht Josaphat ook over het christelijk geloof en doet dat vooral in de vorm van parabels. Josaphat wordt een christen, want het juweel was het christendom.
Barlaam vertrekt weer naar zijn geboorteland. Koning Abenner tracht tevergeefs de bekering van zijn zoon tot het christendom ongedaan te maken door hem vele verleidelijke vrouwen en andere verlokkingen aan te bieden. Uiteindelijke accepteert Abenner het onvermijdelijke en gaat het koningschap met Josaphat delen. Ook Abenner bekeert zich na enige tijd tot het christendom. Na jaren van wijs regeren besluit Josaphat af te treden en zich te voegen bij Barlaam in zijn land. Dat ontmoet hevige tegenstand bij zijn onderdanen, maar Josaphat treedt af ten gunste van zijn vriend Barachias en vertrekt uiteindelijk in het geheim en in de vodden die Barlaam hem had nagelaten. Na een lange zoektocht vindt hij die waarna zij nog jaren tot het overlijden van Barlaam samen als asceten leefden. Barachias kreeg door een visioen later ook kennis van overlijden van Josaphat. Barachias laat de stoffelijke resten van de twee overbrengen naar India, waar zij begraven worden en waar dat voor vele wonderen zorgt.

## Identieke elementen

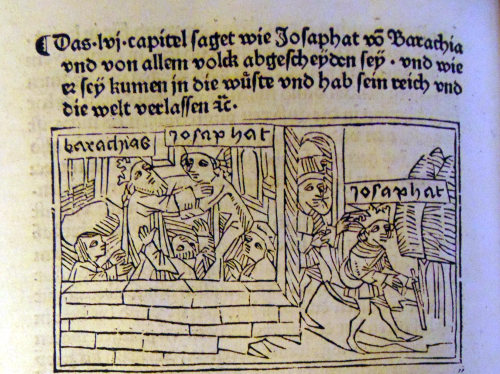
Josaphat is als koning afgetreden, neemt afscheid van zijn vriend Barachias en vertrekt om Barlaam te gaan vinden. Duitse versie uit Augsburg van ca. 1470

Dit is de essentie van het verhaal dat in vele talen beschreven werd. De middeleeuwse vertalers zullen uiteraard naar eigen inzicht wel eens details of een parabel aan het verhaal toegevoegd of weggelaten hebben. In iedere vertaling komen echter de volgende thema's voor. De prins Josaphat in zijn paleis, zijn onvrede met zijn verblijf daar en zijn ontdekking van de zorgen en moeilijkheden in de wereld, het weerstaan van de pogingen van zijn vader hem van het spirituele pad van bekering af te brengen en de oudere wijze heilige kluizenaar Barlaam die Josaphat tot het christendom brengt.
Ook de levensbeschrijvingen van Prins Siddhartha Gautama vertonen een aantal verschillen maar bevatten ook altijd identieke elementen. De eerste is een profetie van astrologen die voorspelden dat Siddhartha óf een groot koning óf een groot heilige zou worden (waarna zijn vader hem opsloot in het paleis). De tweede is de tijdelijke ontsnapping uit het isolement op zijn negenentwintigste jaar, waarbij de prins tijdens een rijtoer een oude man, een zieke man en een dode man zag en aldus werd geconfronteerd met het leed dat zijn vader al die tijd voor hem verborgen had gehouden. De derde is de poging van hofdames om hem te verleiden en hem van het spirituele pad af te houden.
De eerste keer dat er een grote overeenstemming beschreven wordt tussen levensbeschrijvingen van de historische Boeddha en het verhaal van Barlaam en Josaphat is in 1466 als een Venetiaanse uitgever van het werk van Marco Polo een noot met die strekking plaatst bij een tekstdeel over het leven van de Boeddha. Die kanttekening blijft verder onopgemerkt. In 1859 wees Edouard de Laboulaye in een recensie van de uitgave van Stanislas Julien van Les Avadânas, een collectie van Indiase fabels, opnieuw op de identieke elementen. Onafhankelijk daarvan schreef Felix Liebrecht in 1860 zijn artikel “Die Quellen des ‘Barlaam und Josaphat’”, waarin hij tot de zelfde conclusie kwam. Daarna wordt de relatie tussen de Indiase levensbeschrijvingen van de Boeddha en het verhaal van Barlaam en Josaphat algemeen geaccepteerd.

## Wijze van verspreiding
Tussen 1904 en 1914 onderzochten Duitse archeologen onder leiding van onder meer Albert Grünwedel de restanten van een aantal manichese kloosters nabij Turpan in de huidige Chinese provincie Xinjiang. Daarbij werden duizenden fragmenten gevonden van manichese teksten. Daaronder fragmenten van het verhaal van Barlaam en Josaphat in het Parthisch en Middelperzisch. Vanuit het manichese Middelperzisch werd de tekst vertaald in het Arabisch. De eerste Arabische vertaling is verloren gegaan, maar moet de basis geweest zijn voor een aantal andere Arabische versies. Op basis van deze teksten kwam door Ebn Chisdai een Hebreeuwse versie tot stand die weer vertaald werd in het Judeo-Perzisch en Georgisch. Uit deze laatste vertaling ontstond een tweede Georgische vertaling alsmede een door Euthymius van Athos (ook wel Euthymius de Georgiër) geschreven Griekse vertaling. De laatste tekst werd vooral nadat er in 1048/1049 een eerste Latijnse vertaling van was gemaakt de basis van de teksten in de Europese volkstalen.
In de loop van dit proces van vertalingen werd de term Bodhisattva, de naam die in de Indiase levensbeschrijvingen werd gebruikt voor Prins Siddhartha Gautama, in de Perzische en Arabische versie gespeld als Budasf, Budasaf, Yudasaf of Iosaph. In het Latijn werd het uiteindelijk Josaphat.

## Versies en bewerkingen

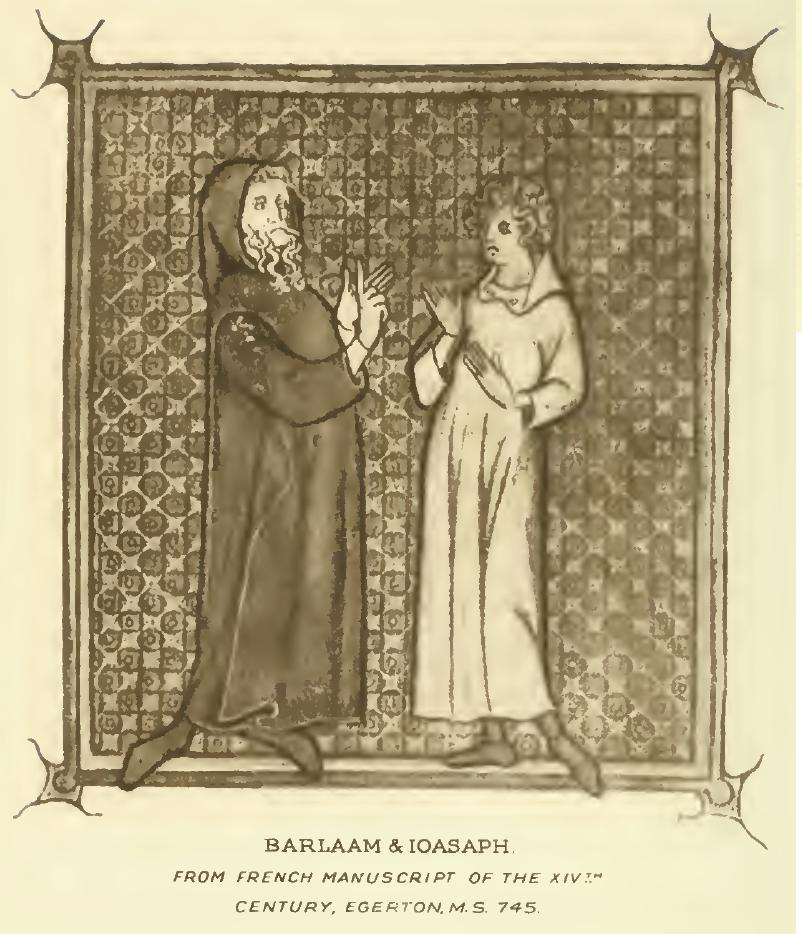
Afbeelding uit een Franse versie van de veertiende eeuw

Er bestaan versies in onder meer Russisch, Oudkerkslavisch, Oudspaans, Occitaans, Oudportugees, Middelengels, Middelhoogduits, Oudfrans, Oudnoords en Middelnederlands. Er is een versie in het Ge'ez, gebaseerd op een Syrische versie van het Middelperzisch. In 1591 liet Alessandro Valignano, de visitator van de missie van de jezuïeten in Japan het verhaal op de eerste drukpers met losse letters in het land in het Japans drukken. De missie in China drukte in 1601 het verhaal in het Mandarijn. Spaanse missionarissen lieten het verhaal op de Filipijnen in het Tagalog en Ilokano drukken.
Vincent van Beauvais nam het verhaal op als onderdeel van het derde deel van zijn Speculum maius. Een Middelnederlandse versie werd door Philip Utenbroeke opgenomen in het tweede deel van de Spiegel Historiael. Het verhaal maakt deel uit van het Gesta Romanorum. Barlaam en Josaphat werden vermeld in het Martyrologium Romanum en uitgebreid beschreven in de Legenda aurea van Jacobus de Voragine en een Middelnederlandse vertaling daarvan.
Het verhaal is in het Westen ook vaak bewerkt. Er zijn een aantal mysteriespelen in het Frans en Italiaans uit de vijftiende eeuw op gebaseerd. Lope de Vega schreef in de zeventiende eeuw een Spaanstalige toneelbewerking. La vida es sueño, het belangrijkste werk van de toneelschrijver Pedro Calderón de la Barca, is geheel gebaseerd op het verhaal van Barlaam en Josaphat. William Shakespeare baseerde de scène van de drie kistjes in De koopman van Venetië op dit verhaal. Eerder had Giovanni Boccaccio dit deel van het verhaal al gebruikt voor een hoofdstuk in de Decamerone.

## Parabels

Verbeelding van de gelijkenis op een reliëf in de kathedraal van Ferrara

Voor het onderricht dat Barlaam aan Josaphat geeft maakt hij intensief gebruik van parabels. Een aantal daarvan zijn gelijkenissen van Jezus, zoals onder meer de gelijkenis van de rijke man en Lazarus, de gelijkenis van de verloren zoon, de gelijkenis van de zaaier en de gelijkenis van de wijze en de dwaze meisjes. Een aantal andere parabels heeft geen basis in de Bijbel. De bekendste daarvan is de de man in de put , ook wel de man en de eenhoorn. Dit verhaal en bijbehorende motief is duizenden malen door Europese kunstenaars verbeeld.
Barlaam vergelijkt hierin mensen die vooral gericht zijn op de lusten van deze wereld met een man die vlucht voor een eenhoorn en in een put valt. De man weet nog een tak van een boom te grijpen en zijn voeten op een rand te zetten. Hij denkt gered te zijn. Hij ziet echter twee muizen die aan de wortels van de boom knagen. Dieper in de put ziet hij een draak en slangen komen aan de muur van de put tevoorschijn. Als hij naar boven kijkt, merkt hij op dat er honing van de takken van boom druppelt. De man vergeet onmiddellijk de gevaren die hem bedreigen en richt zich op het verkrijgen van enige honing. In de interpretatie geeft Barlaam aan dat de eenhoorn de dood is, de put de wereld met al zijn gevaren en de draak de hel. De honing symboliseert de bedrieglijke lusten waardoor een mens niet tijdig aandacht voor zijn/haar verlossing  heeft. Ook dit deel van het verhaal is afkomstig uit meerdere Indiase bronnen van de tweede eeuw, zoals de Pañcatantra waar in plaats van een eenhoorn een olifant voortkomt.

## Verering
Geen enkele kerk heeft Barlaam en Josaphat in strikt formele zin heilig verklaard. Ze werden wel als zodanig vereerd. Zij werden ook met expliciete instemming van paus Gregorius XIII opgenomen in de eerste uitgave in 1583 van het Martyrologium Romanum. In de rooms-katholieke kalender is hun feestdag op 27 november. In de Griekse en Russische kerken valt die dag op respectievelijk 26 augustus en 17 november. Ook werden zij op andere lijsten van heiligen vermeld. Tot in de twintigste eeuw gingen veel gelovigen uit van het historisch bestaan van beiden. Er was dan ook sprake van verering van afbeeldingen en relikwieën van hen die een helende kracht zouden bezitten.
Kort na 1633 ontving de Sint-Salvatorabdij in Antwerpen een aantal relikwieën die oorspronkelijk door de toenmalige doge van Venetië in 1571 geschonken waren aan koning Sebastiaan van Portugal. Het betreft onder meer enkele rugwervels van Josaphat. Als Spanje in 1580 Portugal bezet worden zij door Anton I van Portugal meegenomen naar Parijs. In 1633 duiken de relikwieën op in Antwerpen en worden eigendom van de Sint-Salvatorabdij. De eerste bekende processie met de relieken vond in 1672 plaats. De abdij werd in de zeventiende eeuw een klooster. Het werd opgeheven tijdens de Franse periode, in 1797 in het openbaar verkocht en omgevormd tot woonhuizen. De relikwieën zijn sindsdien in het bezit van de Sint-Andrieskerk.